# Telésforo Ubios
Telésforo Bernardo Ubios (Mercedes, Uruguay, 1870-Córdoba, Argentina, 1934) fue un escribano, funcionario y político argentino nacido en Uruguay, que actuó en las provincias de Buenos Aires, Córdoba y Catamarca.

## Datos biográficos
Nació el 20 de agosto de 1870 y sus padres fueron Telésforo Ubios Ibarra y Manuela Ymas. 
En la ciudad de La Plata, capital de la provincia de Buenos Aires (Argentina), actuó como escribano y publicó libros sobre práctica judicial y notarial, entre ellos La justicia de paz (1909) y El escribano público en la provincia de Buenos Aires (1913).
En Buenos Aires fue director del Registro Civil y de la Propiedad, vocal del Tribunal de Cuentas y contador general de la provincia entre 1914 y 1918. Además fue presidente del Club Gimnasia y Esgrima.
En la provincia de Córdoba fue ministro de hacienda durante la gobernación de Rafael Núñez (1919-1921) y estuvo a cargo de la Dirección General de Rentas en la gobernación de Julio A. Roca (h) (1922-1925).
A partir de 1925 fue concejal de la ciudad de Córdoba por el Partido Demócrata. En 1928 fue reelecto concejal y desde ese año presidió el Concejo Deliberante. Tras la renuncia del intendente Emilio F. Olmos en mayo de 1929, Ubios lo reemplazó en el gobierno del municipio. Su gabinete estuvo compuesto por Enrique H. Faure y Luis Garzón Funes, como secretarios de obras públicas y hacienda respectivamente.
De inmediato, en la legislatura provincial el senador radical Pedro E. Vivas presentó un proyecto de intervención a la municipalidad de Córdoba, el cual fue considerado inconstitucional por Ubios en razón del principio de autonomía municipal. Se recurrió al Tribunal Superior de Justicia, que se declaró incompetente en la cuestión. Finalmente la ley de intervención se aprobó en agosto y Ubios debió abandonar la intendencia a finales de ese mes.
Con posterioridad al golpe de Estado de 1930, regresó a la municipalidad de Córdoba como interventor del Tribunal de Cuentas municipal entre septiembre de dicho año y agosto de 1931. 
En noviembre de 1931 fue designado por José Félix Uriburu como interventor federal de facto de la provincia de Catamarca, cargo que ocupó hasta febrero del año siguiente cuando entregó el gobierno al mandatario electo, Rodolfo Acuña.
De regreso en Córdoba, desde 1932 Ubios fue senador provincial por el departamento Minas. Falleció en Córdoba, en 1934.